# Estación Tacañitas
Estación Tacañitas is een plaats in het Argentijnse bestuurlijke gebied General Taboada in de provincie Santiago del Estero. De plaats telt 1.029  inwoners.